# Hitachinaka
Hitachinaka (japanska: ひたちなか市  ?, Hitachinaka-shi) är en stad i Ibaraki prefektur i Japan. Staden fick stadsrättigheter 1994.